# Rhizopulvinaria minima
Rhizopulvinaria minima är en insektsart som beskrevs av Borchsenius 1952. Rhizopulvinaria minima ingår i släktet Rhizopulvinaria och familjen skålsköldlöss. Inga underarter finns listade i Catalogue of Life.